# São José dos Ausentes
São José dos Ausentes, amtlich portugiesisch Município de São José dos Ausentes, (kurz oft Ausentes) ist die nordöstlichste Gemeinde im Bundesstaat Rio Grande do Sul im Süden Brasiliens. Sie liegt etwa 232 km nordöstlich von Porto Alegre. Die Bevölkerung wurde zum 1. Juli 2021 auf 3559 Einwohner geschätzt, die auf einer großen Gemeindefläche von 1173,907 km² leben. Die urban bebaute Fläche des namengebenden Hauptortes betrug 2010 unter 0,5 km².

## Geographie
Die Gemeinde liegt in der physiographischen Region der Campos de Cima da Serra, der Hauptort liegt auf einer Höhe von 1200 Metern.
Benachbart sind die Gemeinden Bom Jesus, Jaquirana, Cambará do Sul und weitere Orte in Santa Catarina. 

### Vegetation
Das Biom ist Mata Atlântica.

### Klima

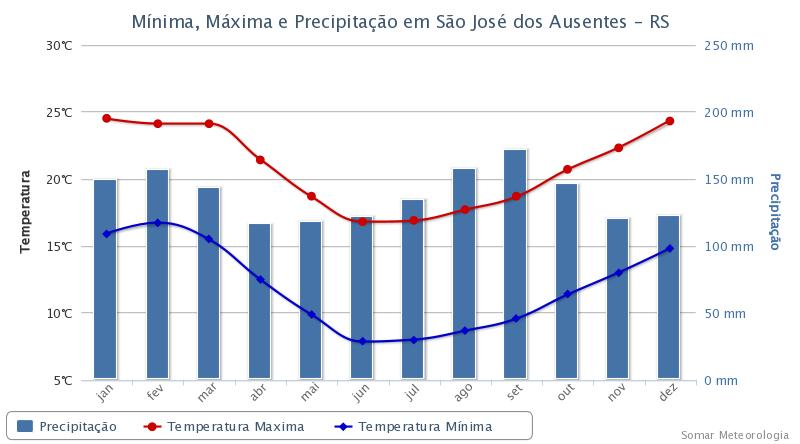
Klimadiagramm 2013

Die Gemeinde hat subtropisches Klima, Cfb nach der Klimaklassifikation nach Köppen und Geiger. Die Durchschnittstemperatur ist 14,8 °C. Die durchschnittliche Niederschlagsmenge liegt bei 2146 mm im Jahr.

## Geschichte
Ursprünglich war São José dos Ausentes Teil des Munizips Bom Jesus und wurde am 20. März 1992 ein selbständiges Munizip.

## Kommunalverwaltung
Bei der Kommunalwahl 2020 wurde für die Amtszeit von 2021 bis 2024 Ernesto Valim Boeira des Partido dos Trabalhadores (PT) zum Stadtpräfekten (Bürgermeister) mit 1911 oder 100 % der gültigen Stimmen gewählt.

## Demografie

### Bevölkerungsentwicklung
| Jahr | Einwohner | Stadt | Land  |
| --- | --------- | ----- | ----- |
| 2000 | 3.104     | 1.516 | 1.588 |
| 2010 | 3.290     | 2.062 | 1.228 |
| 2021 | 3.559     | ?     | ?     |
| Hier fehlt eine Grafik, die leider im Moment aus technischen Gründen nicht angezeigt werden kann. Wir arbeiten daran! |           |       |       |

Quelle: IBGE (2011)

## Tourismus
Mit São Joaquim und Urupema im benachbarten Bundesstaat Santa Catarina gilt Ausentes als einer der kältesten Orte Brasiliens mit regelmäßigem Schneefall und Frost im Winter. Der 1410 Meter hohe Pico do Monte Negro ist der höchste Berg von Rio Grande do Sul. Das Gemeindegebiet wird durch Landgüter mit Pferdezucht und entsprechenden Tourismus dominiert. Daneben bieten sich Wanderungen durch Schluchten, zu Wasserfällen wie dem Cachoeirão dos Rodrigues, und auf den Monte Negro an. Sie liegt an der Tourismusstraße Rota dos Campos de Cima da Serra.

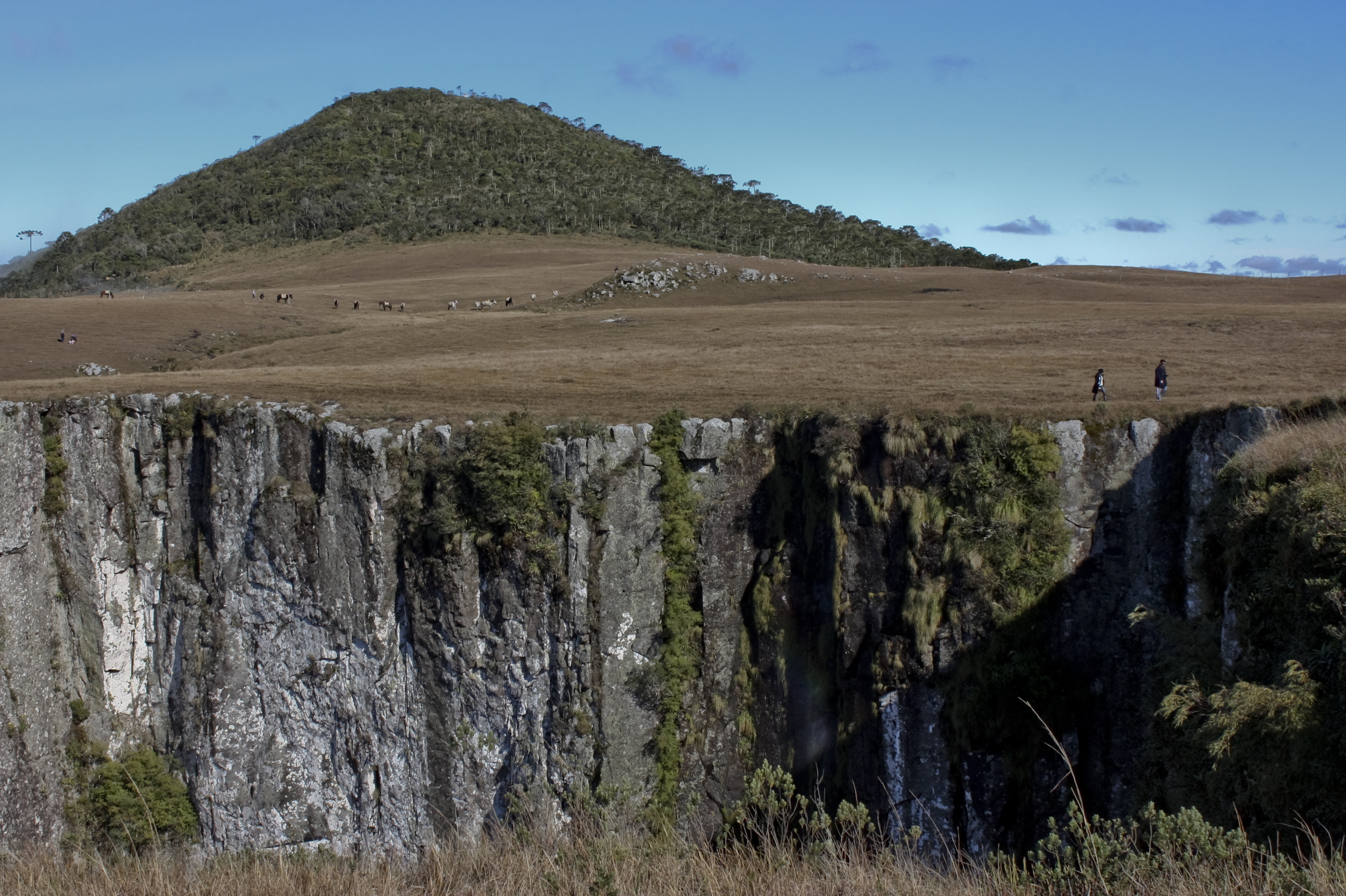
Pico do Monte Negro, im Vordergrund Teil des Kanyon Monte Negro (Cânion Pico do Monte Negro)
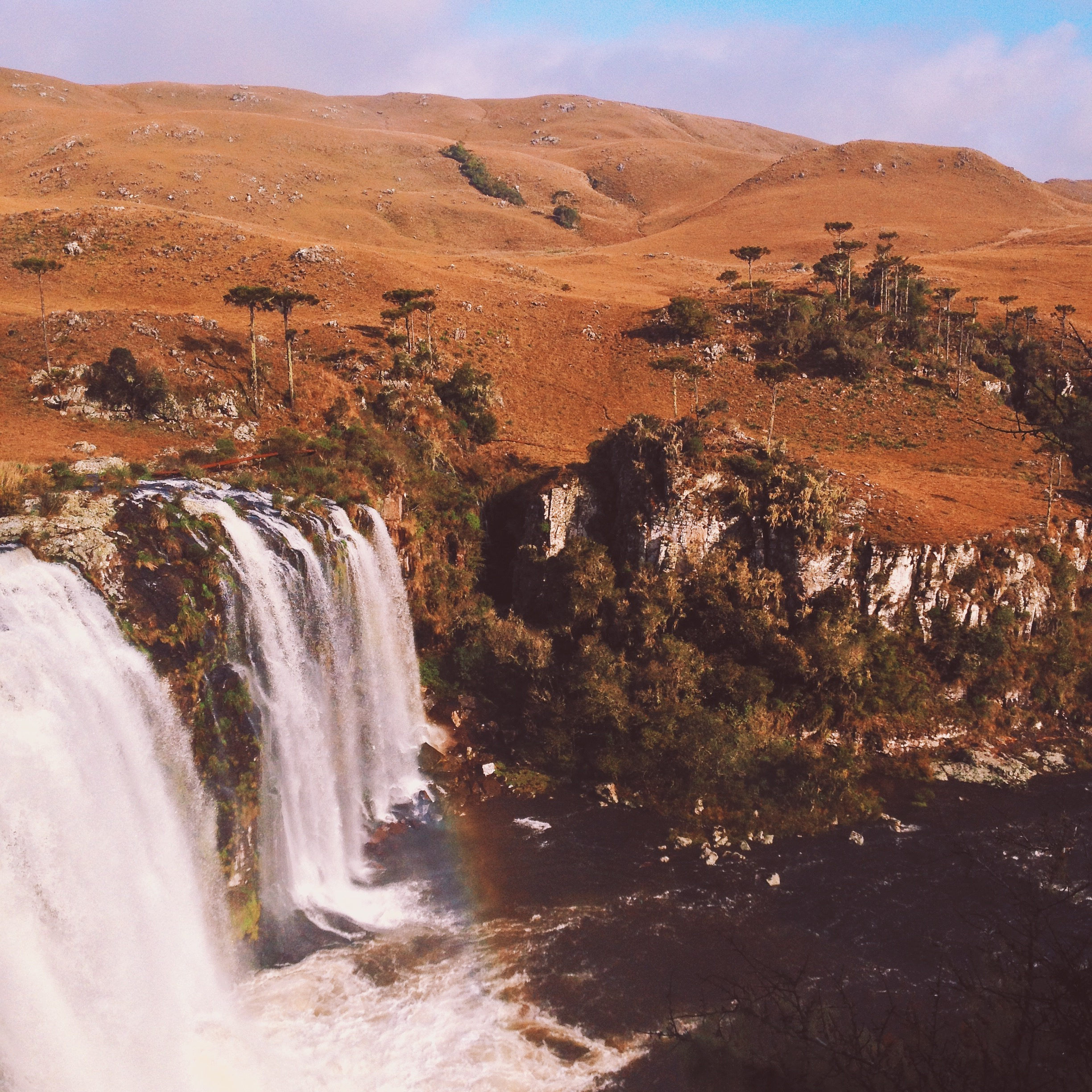
Cachoeirão dos Rodrigues

## Verkehrsanbindung
São José dos Ausentes ist erreichbar von Porto Alegre über die BR-116 und BR-285.